# 吉岡重三郎
吉岡 重三郎（よしおか じゅうさぶろう、1883年3月10日 - 1974年3月22日）は、大阪府大阪市出身の実業家。東京テアトル創業者。

## 経歴

### 戦前

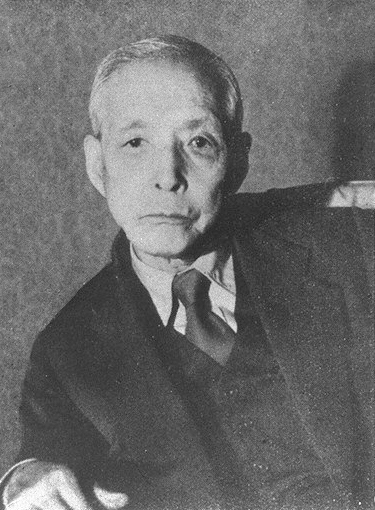
吉岡がその片腕となった小林一三

1883年（明治16年）3月10日、大阪府大阪市の吉岡勘三郎の三男として生まれた。大阪高等商業学校（後の旧制大阪商科大学、大阪市立大学の母体の一つ）在学中は野球部捕手として活躍し、1903年（明治36年）に大阪高等商業学校を卒業した。1909年（明治42年）に箕面有馬電気軌道（阪急電鉄の前身）に入社して営業を担当。同時期に入社した人物には佐藤博夫がいる。1915年（大正4年）には同社が建設した豊中球場の活用策として、全国中等学校優勝野球大会（現・全国高等学校野球選手権大会）を発案して大阪朝日新聞の（当時社会部長）長谷川如是閑らと交渉し開催を実現させた。
阪急阪神東宝グループの創業者小林一三の片腕として40年以上仕えた。1934年（昭和9年）8月25日には株式会社東京宝塚劇場（のち東宝）専務取締役に就任、1937年（昭和12年）5月8日には小林一三の後を継いで株式会社東京宝塚劇場社長に就任した。また、1937年（昭和12年）2月27日に娯楽街の江東楽天地を経営する株式会社江東楽天地（後の株式会社東京楽天地）が設立されると、吉岡が代表取締役社長に就任した。1939年（昭和14年）には株式会社江東楽天地の社長を退任し、2月17日には今村信吉が2代目の社長に就任している。
その他には後楽園スタヂアム社長、1941年（昭和16年）から1945年（昭和20年）まで日活社長を務めた。1942年（昭和17年）には大映の発起人に名を連ねるなど、戦前の映画・演劇・レジャー界で活躍した。 また、宝塚歌劇団において理事長、副会長、会長を歴任した。

### 戦後
太平洋戦争終戦後には公職追放となり隠居生活を送っていた。1946年（昭和21年）6月28日には東京興行株式会社を設立して社長に就任し、同年12月31日には銀座一丁目に洋画専門館のテアトル銀座を開館させた。当時、銀座で映画館は失敗するというジンクスがあったが、アメリカ合衆国の封切作品の上映や一流設備の導入により成功した。
映画・演劇の斡旋興行を行いつつ、自社映画館の設立に尽力し、その後は1947年（昭和22年）12月6日にテアトル渋谷、1950年（昭和25年）10月8日にテアトルハイツ、1951年（昭和26年）12月7日にテアトルSS、1954年（昭和29年）12月27日にテアトル鎌倉を相次いで開館させている。1955年（昭和30年）11月1日にはテアトル銀座の跡地に旗艦館のテアトル東京を開館させ、それに先立つ10月1日には社名を東京テアトル株式会社に変更した。その後も1956年（昭和31年）12月26日にはテアトル池袋とテアトルダイヤを、1957年（昭和32年）12月5日にはテアトル新宿を開館させ、1958年（昭和33年）2月1日には鎌倉市民座を吸収した。

### 死去
1974年（昭和49年）3月22日、胆嚢炎によって死去した。
2014年（平成26年）、『宝塚歌劇の殿堂』最初の100人のひとりとして殿堂表彰された。

## 親族
子爵梅小路定行の次男である梅小路定美（1911年 - 1984年、京都大学経済学部卒）を長女初子の婿に迎え、吉岡定美は重三郎の跡を継いで東京テアトルの社長・会長を務めた。姪に木谷千種がいる。